# Tamatea / Dusky Sound
Der Tamatea / Dusky Sound (Maori Tamatea) ist ein als Fjord zu bezeichnender Meeresarm auf der Südinsel von Neuseeland. Er ist der größte und längste Fjord des Landes.

## Geographie
Der rund 43,9 km lange Tamatea / Dusky Sound befindet sich rund 70 km südwestlich von Te Anau an dem südwestlichen Teil der Westküste der Südinsel. Der Sound, der sich zwischen der Five Fingers Peninsula im Norden und dem South Point auf dem Festland im Süden auf einer Breite von rund 7,35 km zur Tasmansee hin öffnet, verbreitert sich in seinem westlichen Teil auf rund 13 km, teilt sich in seinem mittleren Teil bei den Inseln Long Island und Cooper Island in den nördlichen Bowen Channel und den südlichen Cook Channel und verengt sich dort bis auf rund 3,4 km. Der östliche Teil des Sound kommt nur noch auf eine maximale Breite von 1,65 km und teilt sich dann noch einmal in den nördlichen Supper Cove und den südlichen Shark Cove auf. Die gesamte Küstenlänge des Tamatea / Dusky Sound misst in etwa 165 km und die Fläche des Gewässers wird mit 181 km² angegeben. Die tiefste Stelle des Sound misst 317 m und die Größe des Wassereinzugsgebietes beträgt 861 km².
Im mittleren Teil des Sound zweigt die Acheron Passage nach Norden ab und verbindet den Tamatea / Dusky Sound mit dem rund 16 km nördlich befindlichen Te Puaitaha / Breaksea Sound. Zwischen dem Te Puaitaha / Breaksea Sound und dem Tamatea / Dusky Sound liegt die 208,9 km² große Insel Resolution Island, die mit ihrer Five Fingers Peninsula den Eingang zum Tamatea / Dusky Sound nach Nordwesten hin schützt.
Im Tamatea / Dusky Sound befinden sich zahlreiche große und kleine Inseln, von denen von West nach Ost gelistet die Inseln Anchor Island, Indian Island, Long Island und Cooper Island die mit Abstand größten sind. Die den Sound umgebenden Berge erheben sich bis auf über 1400 m Höhe.

## Geologie
Der Tamatea / Dusky Sound ist im klassischen Sinne ein Fjord, der wie alle Fjorde im Südwesten der Südinsel auch, einerseits durch Gletscherbewegungen der letzten Kaltzeit entstanden ist und andererseits durch die Überflutung des Tals durch den ansteigenden Meeresspiegel gebildet wurde. Die Bezeichnung Sound kam durch die ersten europäischen Siedler und Seefahrer, die zahlreiche Täler in der Region Fiordland als Sounds bezeichneten, eine Benennung, die eigentlich nur für die von der Seeseite her geflutete Flusstäler verwendet wird, so wie die Sounds in den Marlborough Sounds im Norden der Südinsel. Die Seefahrer, zumeist englischer oder walisischer Herkunft, kannten von ihrer Heimat her keine Fjorde und so verwendeten sie für die Meeresarme die ihnen bekannten Bezeichnungen, die später auch nicht mehr korrigiert wurden.

## Geschichte
Lange vor der Ankunft der ersten Europäer wurde die Gegend um den Tamatea / Dusky Sound von Māori genutzt. Es waren Mitglieder der Stämme Waitaha, Ngati Mamoe und Ngāi Tahu, die zu dem Fjord kamen, um dort zu jagen und zu fischen. Von ihnen zeugen Hinterlassenschaften, wie Erdöfen, Speicher, Hütten, Kanus und Werkzeuge.
Als erste Europäer, die den Sound zu Gesicht bekamen, gilt die Mannschaft der Endeavour, mit der der Seefahrer und Entdecker Kapitän James Cook am 13. März 1770 das Gewässer sichteten und da es Dunkel wurde, ihm den Namen Dusky Sound verliehen. Auf seiner zweiten Südseereise mit der Resolution  und der Adventure erreichte Cook den Sound am 26. März 1773 und blieb mit seinen Mannschaften für fünf Wochen, in denen der Astronom William Wales einen neuen Chronometer vor Ort testen und die Resolution repariert werden konnte. Während des Aufenthalts hatte die Mannschaft auch Kontakt mit den örtlichen Māori. Nachdem die Kunde von der Existenz des Sound England erreicht hatte, kamen 1792 die ersten Seehundjäger und nutzen Anchor Island für ihre Basis.
Ab den späten 1800er Jahren kamen die ersten Touristen und 1891 wurde Resolution Island zum ersten Schutzgebiet Neuseelands ausgewiesen. In den frühen 1950er Jahre schuf die neuseeländische Regierung den Fiordland National Park, dessen Teil der Tamatea / Dusky Sound heute ist.

## Meeresschutzgebiet
Der nordwestliche Teil des Tamatea / Dusky Sound, der die 40 Hektar und 73 Hektar großen Inseln Parrot Island und Pigeon Island mit einschließt, wurde 2005 unter dem Namen Taumoana (Five Fingers Peninsula) Marine Reserve als Meeresschutzgebiet ausgewiesen. Es umfasst eine Fläche von 1466 Hektar.

## Dusky Track
Der Dusky Track ist ein 84 km langer herausfordernder Wanderweg, der am West Arm des Lake Manapouri, am Kraftwerk Manapouri beginnt, zunächst für rund 4 km auf der Wilmot Pass Road nach Westen verläuft, dann längs des Spey River nach Südwesten über den Centre Pass hinunter zum Seaforth River führt und schließlich dem Fluss bis zur Supper Cove Hut am Supper Cove des Tamatea / Dusky Sound folgt und dort endet. Ein anderer Zweig des Tracks startet oder endet am Lake Hauroko rund 53 km nordwestlich von Tuatapere und findet Anschluss an dem erstgenannten Weg an der Ostseite des Loch Maree.

## Erdbeben
Am 15. Juli 2009 war der Tamatea / Dusky Sound Zentrum eines schweren Erdbebens mit der Stärke 7,8. MW, welches zahlreiche Erdrutsche an den umliegenden Hängen der Berge auslöste und einen etwa ein Meter hohen Tsunami an der Küste und im Sound zur Folge hatte.